# 色达五明佛学院
色达五明佛学院，原称色达县喇荣寺五明佛学院（藏語：གསེར་རྟ་བླ་རུང་ལྔ་རིག་ནང་བསྟན་སློབ་གླིང་，威利转写：gser rta bla rung lnga rig nang bstan slob gling，THL：Serta Larung Ngarik Nangten Lopling），或称色达喇荣五明佛学院、色达佛学院、喇荣寺五明佛学院或喇荣五明佛学院，位於四川省甘孜藏族自治州色達縣洛若镇喇荣沟，因以佛教“五明”为主要课程而得名，属藏传佛教宁玛派，由晋美彭措堪布于1980年创办。该院平均海拔3900米，占地面积4平方公里，寺院建筑群占地2.35平方公里，建筑面积约1.7平方公里，是世界上最大的藏传佛学院之一。2017年寺院分离后，色达五明佛学院已与喇荣寺互不隶属，为国家宗教局批准设立的公办全日制中等宗教学院，专司藏语系佛学教育工作，正县级公益一类事业单位，直属于甘孜藏族自治州人民政府。

## 历史
1980年6月，晋美彭措在四川省甘孜藏族自治州色达县洛若乡喇荣沟创建学经点，最初仅有32名学员，由晋美彭措一人担任堪布。喇荣沟距色达县城20余公里，海拔3700米，当时并无人烟。1985年，喇荣学经点经被色达县人民政府正式批准成立。1987年，全国人大副委员长、第十世班禅额尔德尼确吉坚赞为之题写“色达喇荣五明佛学院”校名，并致函色达县政府希望政府能够协助办学。1992年，全国人大副委员长阿沛·阿旺晋美为该校题词“色达喇荣五明佛学院，是全知班禅仁波切悦意批准建之……”。1993年，中国佛教协会会长赵朴初为学院题写院名。1997年，由甘孜藏族自治州宗教事务局报请四川省宗教事务局批准，色达喇荣寺五明佛学院正式成立，其后学院规模逐渐扩大。
1980年喇荣学经点创建之初仅有32名学员。至1993年，佛学院有学生2千多人，教师54人，被美国《世界报》称为“世界上最大的佛学院”。2014年底，佛学院有僧众学生5千余名，教师100余名。中国学生一般凭当地政府、寺庙的介绍信和本人身份证，经学院深入考察后方可入学，入学后从文法直至密法窍诀依次学习，学制一般为6年，成绩合格者发给毕业证书；特殊毕业证书需进一步学习至12年。佛学院一带除其本院的师生之外，还居住有大量慕名而来的外地僧众，至2001年总人口已达8千左右。据国际声援西藏运动称，2001年时中国政府曾拆除学法者自建的部分木棚屋，并计划将学院人数控制在1400人以内。
2013年，学院所在的洛若乡撤销，设立洛若镇，五明佛学院改造被纳入撤乡建镇工作的整体规划和建设。2014年1月9日，学院觉姆经堂后方僧舍发生火灾，火势经过6小时扑灭，烧毁僧舍150间；后查证为电线短路引发。2014年5月，四川省委书记王东明到佛学院调研时强调，寺庙要增强法治意识，不能无序扩张、自行其是，要积极配合洛若撤乡建镇工作，要推进寺庙功能分区，改变周边房屋乱搭滥建、消防隐患突出、管理较为混乱的现状。2014年，色达县政府投资850万元，对佛学院进行了10KV线路改造。2015年，佛学院一带总人口已达4万左右。2015年11月26日，400名僧人入住新建的色达县洛若镇社会救助福利中心。2015年12月29日，中共色达县委在回复网友提问时称将向省、州电力部门协调，争取到政策和项目支持后对学院进行低压电网改造。2016年，由政府出资的五明佛学院社区医疗卫生服务中心建成。
2016年7月，喇荣五明佛学院区块进行小规模改造，引发媒体关注。2016年，共有大约1500间红色棚屋被陆续拆除。根据色达县2016年政府工作报告，该县将喇荣寺五明佛学院人员劝退、僧房拆除、院寺分离和社区管理等各项工作的推进列为2017年政府工作安排的重点之一。道孚县2016年政府工作报告中曾提到该县完成154名色达五明佛学院道孚籍僧尼的劝退工作。2017年4月，索达吉堪布向学生说明学院改造计划，当月计划拆除棚屋3325间，外地学生将被陆续遣返，五六月份进行基础设施完善，七月拆简改造项目基本完成。部分觉姆被安排到白玉县亚青寺继续修行。2017年4月26日，色达县旅游局发布公告，为加紧推进旅游主通道、消防通道的建设实行为其20天的游客限量措施，每日进入佛学院的游客限量1000人。2017年5月，色达县政府在洛若镇沙玛沟和其梁沟兴建、华西集团六公司承建的劝退觉姆安置点开始施工，安置点距色达县洛若镇约20公里。
2017年8月28日，色达县五明佛学院、喇荣寺管理委员会在色达县洛若镇挂牌成立，喇荣寺与五明佛学院正式院寺分离。据此前公布的《喇荣寺五明佛学院院寺分离方案》明白卡，五明佛学院为新登记设立，以教学活动为主；喇荣寺为变更登记，以宗教活动为主；两者互不隶属，均具有合法地位。院寺分离，佛学院根据办学章程规范佛学教学及招生管理，优化学僧质量。
2018年9月，沙玛沟和其梁沟的劝退觉姆安置点投入使用，为解决安置点的出行问题，色达县后来在两地新增了公交站点。

## 布局
喇荣沟群山环绕，距色达县城东南20余公里，沟口为佛学院大门牌坊，牌坊是为藏、汉双语题写的“གསེར་རྟ་བླ་རུང་ལྔ་རིག་ནང་བསྟན་སློབ་གླིང་ 色达喇荣五明佛学院”校名。大门两侧有十几座放置经书和佛像的白色塔子。穿过大门沿喇荣沟前进约3公里方可到达佛学院。佛学院大殿坐落在山谷底部，包括喇嘛学习的大经堂，汉地僧众学习的汉经堂和觉姆学习的觉姆经堂。山顶的坛城共分为三层，一、二层可以转经。
学法者在山坡上自行搭建的大量木棚屋，常统一粉刷成具有神圣含义的褐红色，至2017年红房子已经超过万间，绵延数公里，成为一道独特的景观，使喇荣寺五明佛学院成为摄影师和旅行者喜爱的朝圣地之一。但由于僧尼自发修建的红房子沿山坡逐渐上山顶辐射，最高处坡度已近45°，如遇恶劣天气导致的山体滑坡等地质灾害，很可能发生大面积垮塌，而且由于缺少规划，僧舍区垃圾随意堆放，厕所脏乱，如遇疫情将难以控制。因此色达县政府从2016年开始对佛学院进行拆简改造，以完善消防通道、旅游主通道、排污管道、饮用供水和垃圾处理等基础设施，并新建菜市场、浴室、饭店等功能性建筑。

## 管理

### 院寺分离前
院寺分离前，学院设有色达县喇荣寺五明佛学院管理局。

### 院寺分离后
据《喇荣寺五明佛学院院寺分离方案》明白卡，色达五明佛学院为独立法人单位，直属于甘孜州政府的正县级公益一类事业单位，由色达五明佛学院院务委员会进行属地管理，实行在中国共产党色达五明佛学院党委领带下的院长（干部）负责制。院务委员会由11名宗教界人士和11名干部共21名委员构成，其中设院长1名，由干部担任，设常务副院长1名，由宗教界人士担任，设副院长7名，由干部3人、宗教界4人担任。院务委员会下设办公室、宣教科、财务科、内保科、教务科、学员科6个正科级机构，各科室设科长或主任1名，副科长或副主任3名，分别由2名干部及2名僧尼担任。

## 相关
2006年，佛学院建立“智悲佛网”网站，作为负责汉人教学的索达吉堪布的弘法平台。

## 备注
1. ↑  “五明佛学院”为通用名，很多佛教寺庙中都设有五明佛学院
2. ↑  一说10月10日[3]
3. ↑  一说1985年5月15日[4]
4. ↑  一说13年[3]

## 外部連結
- Larung Ngarig Buddhist Academy - About us - International Buddhist Association (with Prospective Student Registration link)